# セイノースーパーエクスプレス

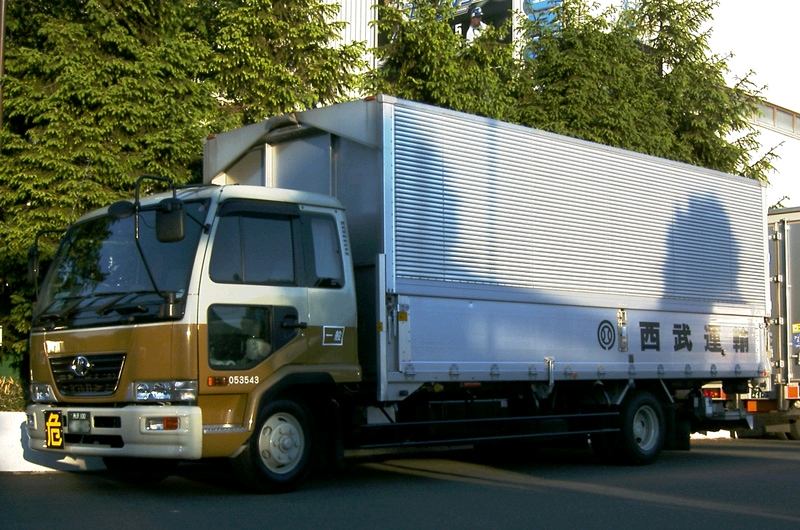
貨物トラック（西武運輸）

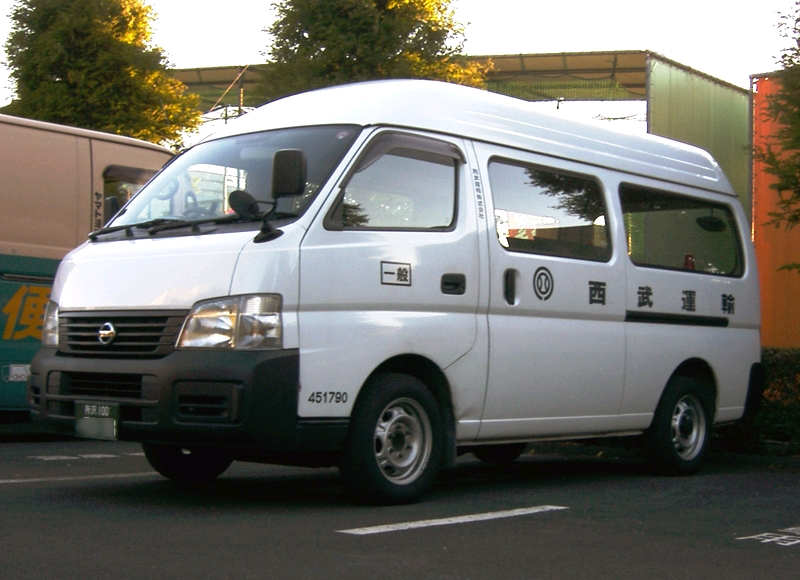
貨物ワゴン（西武運輸）

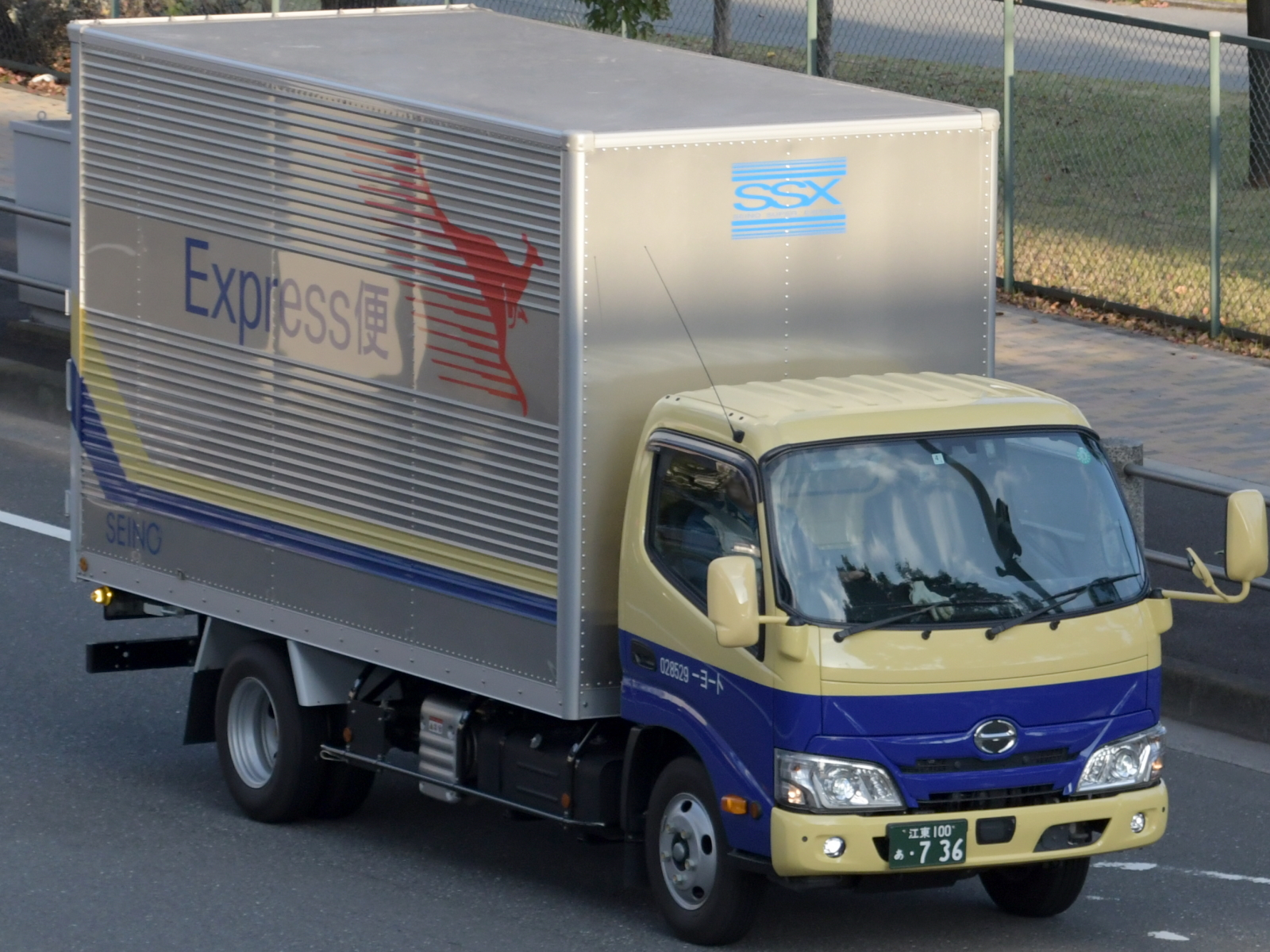
貨物トラック（トーヨー）

セイノースーパーエクスプレス株式会社は、引越や荷物の運送事業、特別積合せ事業、倉庫業などの事業を行うセイノーホールディングス傘下の企業である。以前は「西武運輸」の社名であり西武鉄道グループの企業だった。
子会社にトーヨー・勝沼運送・だるま屋運輸・セントラル物流がある。

## 歴史
1959年4月20日に西武鉄道グループ系の運送会社である湖東陸運株式会社、伊豆運送株式会社、池袋通運株式会社の3社が合併し、西武運輸株式会社（社長：堤義明）となった。
1982年（昭和57年）9月には西武宅配便として宅配便事業に参入。スキー宅配便にいち早く参入するなどシェアを伸ばし、1983年（昭和58年）度の宅配便取扱数はヤマト運輸、日本通運、フットワーク、西濃運輸、福山通運に次ぐ6番手であった。
2009年に西武グループの経営環境が厳しくなったことから、セイノーホールディングス（西濃運輸の持株会社。本社は岐阜県大垣市）に株式を譲渡し、同社の子会社となっている。当初は3月下旬の全株式譲渡が予定されていたが、実施は4月24日となり、譲渡株式数についても、両社グループの協力関係を構築するため、西武鉄道が引き続き株式の10%を保有することになったものの、現在はセイノーホールディングスの完全子会社となった。
地域によっては、西濃運輸に統合される形で撤退した拠点もある。車体の社名表示は西武運輸のままで、トラックのカーゴドアに描かれていた、「西」の字を丸い枠にはめたように描かれたる社章は、セイノーホールディングスと同じカンガルーマークに貼られる形で隠されていた。また西濃運輸の塗装で、社名表記が西武運輸になっている車両も登場していた。
西武航空という名称も同社の一部門で、一般的には航空貨物事業の印象の方が強い。西濃グループ入りした際も、原則として西濃グループの航空貨物部門（「西濃航空」という名称で運営していた）も西武運輸主体で統合されている。これに伴い西濃運輸の航空海運事業部は消滅した。
2014年4月1日に「セイノースーパーエクスプレス株式会社」に商号変更になった。

## その他
- 西部運輸 - 広島県に本社を置く運送会社。「西部」と言う文字以外の関連性は全くない。ただし、一般的な傭車（ようしゃ）で入るといった取引関係は存在する。
- 元西武グループの一員であり、プロ野球チーム・埼玉西武ライオンズをサポートしており、チームの用具輸送も受け持つ（西武運輸時代からのライオンズ輸送車はトラックボデーに球団ロゴを配するほか、ライオンズカラーとなっていた。西濃運輸カラー車は球団ロゴ貼り付けのみ）。また西武山口線用8500系の検査を武蔵丘車両検修場で行なう際の陸送も請け負っている。一時期、トラックの後部には文化放送の「ライオンズナイター」のステッカーが貼ってあった。

## 支店・営業所
(陸)-陸送、(空)-航空、(国)-国際、(通)-通運、(物)-物流（倉庫）

### 北海道
- 北海道エリア兼(空)札幌東航空営業所
- (空)札幌中央航空営業所
- (空)札幌西航空営業所
- (空)函館営業所
- (空)北海道貨物センター
- (空)旭川営業所
- (空)北見営業所
- (空)釧路営業所
- (空)帯広集配所

### 東北
宮城 
- 東北エリア兼(空)仙台貨物センター
- (空)白石営業所
- (空)古川営業所

 青森 
- (空)青森営業所
- (空)八戸営業所

 岩手 
- (空)盛岡営業所
- (空)北上営業所

 秋田 
- (空)秋田営業所
- (空)横手営業所

 山形 
- (空)山形営業所
- (空)米沢営業所
- (空)鶴岡営業所

 福島 
- (空)福島営業所
- (空)郡山営業所

### 関東
埼玉 
- 北関東エリア兼(物)川越物流センター兼(陸)240川越西支店兼(空)川越航空営業所
- (陸)埼玉ロジスティクスセンター
- (通)新座営業所
- (陸)美術輸送センター兼(物)野火止倉庫営業所
- (陸)三芳出張所
- (空)川口営業所
- (空)北関東貨物センター
- (通)越谷貨物駅営業所
- (空)熊谷航空営業所
- (通)熊谷貨物駅営業所
- (陸)横瀬営業所

 千葉 
- 東関東エリア兼(物)北千葉物流センター
- (空)千葉中央営業所兼(陸)千葉引越センター兼 株式会社トーヨー本社
- (通)千葉貨物駅営業所
- (空)千葉貨物センター
- (空)成田国内営業所
- (国)成田国際オペレーションセンター
- (陸)八日市場営業所
- (空)柏営業所

 東京 
- 本社兼東京エリア兼(空)辰巳貨物センター兼(物)東京流通センター兼(空)辰巳営業所
- (空)江東航空営業所
- (通)隅田川営業所
- (空)足立営業所
- (物)東京湾岸ロジスティクスセンター兼(陸)東京湾岸引越センター兼(国)東京国際営業所
- (空)新宿営業所
- (空)池袋航空営業所
- (陸)東京引越センター
- (空)神田営業所
- (空)日本橋営業所(元浜町営業所)
- (空)芝浦営業所
- (通)東京貨物駅営業所
- (空)東京貨物センター兼(空)平和島営業所
- (空)羽田営業所
- (空)渋谷営業所
- (空)世田谷営業所
- (物)八王子総合物流センター兼(陸)295八王子北支店兼(空)八王子貨物センター
- (空)三鷹営業所
- (陸)290府中支店兼(物)府中倉庫営業所兼(空)府中航空営業所
- (陸)西東京引越センター
- (空)横浜貨物センター兼(陸)神奈川引越センター(共に神奈川エリア管轄)

 神奈川 
- 神奈川エリア兼(空)横浜南営業所兼(国)横浜海運営業所
- (空)新横浜営業所
- (空)川崎航空営業所
- (空)藤沢航空営業所
- (通)相模貨物駅営業所
- (空)相模原航空営業所
- (空)厚木航空営業所

 群馬 
- (空)高崎航空営業所
- (空)三原出張所

 栃木 
- (空)栃木営業所

 茨城 
- (陸)215古河支店兼(空)古河航空営業所
- (空)日立営業所
- (空)水戸営業所
- (空)土浦営業所
- (空)鹿島営業所

 山梨 
- (空)甲府営業所兼 株式会社勝沼運送本社

### 中部信越
長野 
- 信越エリア兼(空)長野航空営業所
- (空)軽井沢営業所
- (物)佐久営業所
- (空)須坂出張所
- (空)諏訪営業所
- (空)松本営業所
- (空)伊那航空営業所

 新潟 
- (空)新潟営業所
- (空)長岡営業所
- (空)上越営業所

 富山 
- (空)富山営業所
- (空)黒部営業所

 岐阜 
- (空)岐阜航空営業所

 静岡 
- (陸)507沼津東支店兼(空)沼津航空営業所
- (空)富士航空営業所
- (空)藤枝航空営業所
- (空)静岡航空営業所
- (空)袋井航空営業所
- (陸)508浜松西支店兼(空)浜松貨物センター

 愛知 
- 東海エリア兼(空)名古屋中央営業所
- (陸)530小牧支店
- (空)中部貨物センター兼(物)大口倉庫営業所兼(陸)名古屋引越センター
- (空)中川営業所
- (空)名東営業所
- (空)安城営業所
- (空)豊橋営業所
- (空)大府営業所
- (空)中部セントレア営業所
- (国)名古屋国際営業所

 三重 
- (空)四日市営業所
- (空)津航空営業所
- (空)伊賀上野営業所

### 近畿
石川 
- (空)金沢営業所
- (空)小松貨物センター

 福井 
- (空)福井営業所兼 だるま屋運輸株式会社本社
- (空)敦賀営業所

 滋賀 
- 滋賀・北陸エリア兼(陸)滋賀引越センター兼(空)五個荘航空営業所
- (空)高島営業所
- (空)栗東西営業所
- (空)竜王営業所
- (空)長浜航空営業所

 京都 
- (陸)京都引越センター兼(空)京都航空営業所
- (空)久御山営業所

 大阪 
- 関西エリア兼(陸)門真支店兼(陸)大阪引越センター兼(空)門真航空営業所
- (物)門真物流センター兼(物)関西流通センター兼セントラル物流株式会社本社
- (空)泉大津営業所兼(陸)南大阪引越センター
- (空)大阪貨物センター
- (空)伊丹営業所
- (空)東大阪航空営業所
- (空)松原営業所
- (空)茨木営業所
- (空)大阪東営業所
- (空)南港営業所
- (空)堺営業所兼(国)堺出張所
- (空)新大阪営業所
- (空)梅田営業所
- (空)大阪西航空営業所
- (空)豊中営業所
- (空)関西空港出張所
- (国)関西空港国際営業所
- (国)大阪海運営業所

 兵庫 
- (空)尼崎営業所
- (空)神戸営業所
- (空)神戸西航空営業所
- (空)姫路航空営業所
- (空)加古川航空営業所
- (空)社貨物センター
- (空)福知山営業所

 奈良 
- (空)奈良営業所

 和歌山 
- (空)和歌山営業所

### 中国
岡山 
- 中四国エリア兼(陸)岡山引越センター兼(空)岡山貨物センター
- (空)倉敷航空営業所
- (空)津山航空営業所

 鳥取 
- (空)鳥取航空営業所
- (空)米子航空営業所

 島根 
- (空)松江航空営業所

 広島 
- (空)広島航空営業所
- (空)東広島航空営業所
- (空)福山航空営業所

 山口 
- (空)山口営業所
- (空)徳山航空営業所

### 四国
徳島 
- (空)徳島航空営業所

 香川 
- (空)高松航空営業所
- (空)坂出営業所

 愛媛 
- (空)松山航空営業所
- (空)西条営業所

 高知 
- (空)高知航空営業所

### 九州
福岡 
- 九州エリア兼(空)福岡貨物センター
- (空)博多営業所
- (空)福岡空港営業所
- (国)福岡国際営業所
- (空)北九州貨物センター

 佐賀 
- (空)鳥栖貨物センター
- (空)佐賀航空営業所
- (空)伊万里航空営業所

 長崎 
- (空)大村営業所
- (空)長崎航空営業所

 熊本 
- (空)熊本営業所
- (空)玉名営業所
- (空)熊本空港出張所

 大分 
- (空)大分営業所
- (空)北大分営業所
- (空)佐伯営業所
- (空)大分空港出張所

 宮崎 
- (空)宮崎営業所

 鹿児島 
- (空)鹿児島貨物センター
- (空)鹿児島営業所
- (空)鹿児島空港営業所
- (空)川内営業所

### 海外
- 米国支店兼ロサンゼルス営業所
- ニューヨーク営業所
- シカゴ営業所
- アトランタ営業所
- 上海事務所

## 業務提携
- フェデックス

フェデックスの直接集配地域外において、集荷及び30kg以上貨物の配達業務（30kg未満にあっては日本郵便が配達・2015年12月以降）を受託している。沖縄県を除く日本国内を担当。
- TNTエクスプレス

TNTエクスプレスの直接集配地域外の集配業務を受託している。なお西濃運輸航空海運事業部としても行っていた。